# Duchoux
Duchoux est une nouvelle de Guy de Maupassant, parue en 1887.

## Historique
Duchoux est une nouvelle de Guy de Maupassant initialement publiée dans Le Gaulois du 14 novembre 1887, puis dans le recueil  La Main gauche en 1889.

## Résumé
Tourmenté par la solitude, s'ennuyant par la vie qu'il menait, le baron de Mordiane, vieux garçon, décide de reprendre contact avec son fils, un certain Duchoux,  qui ne connaît pas le nom de son père. Il alla chez lui se présentant comme un client cherchant un terrain, et fut effrayé par la ressemblance avec sa mère mais en même temps avec la ressemblance avec lui même, Mr le baron de Mordianne pensa donc qu'il ne fut pas nécessaire de lui avouer qu'il était son père car il ne voudrais pas rester avec lui. Le baron finit donc par rentrer chez lui sans avoir avoué qu'il était son père a Duchoux.

## Éditions
- 1887 -  Duchoux, dans Le Gaulois
- 1889 -  Duchoux, dans La Vie populaire du 5 mai 1889
- 1889 -  Duchoux, dans La Main gauche recueil paru en 1889 chez l'éditeur  Paul Ollendorff
- 1891 -  Duchoux, dans L'Intransigeant illustré (31 décembre)
- 1979 -  Duchoux, dans Maupassant, Contes et nouvelles, tome II, texte établi et annoté par Louis Forestier, Bibliothèque de la Pléiade, éditions Gallimard.

## Lire
- Lien vers la version de Duchoux dans La Main gauche,